# Giro d'Italia 2011
94. ročník Giro d'Italia probíhal od 7. května do 29. května 2011. Tento ročník také proběhl ve znamení 150. výročí založení moderního italského státu. Trasa závodu vedla přes 17 z celkem 20 italských regionů, (vynechány byly jen regiony Sardinie, Apulie a Valle d'Aosta). Celkovým vítězem se stal španělský cyklista Alberto Contador, dne 6. února 2012 mu však Sportovní arbitrážní soud (CAS) vítězství zpětně odebral za předchozí dopingový nález Clenbuterolu na Tour de France 2010 a potrestala jej zároveň i dvouletým zákazem startu. Vzhledem ke značnému protahování této kauzy však Contadorovi trest vyprší již 5. srpna 2012. Vítězem závodu se tak dodatečně stal domácí cyklista Michele Scarponi. Závod poznamenala také smrtelná nehoda belgického cyklisty Woutera Weylandta ve třetí etapě.

## Etapy
| #   | datum    | etapa                           | km      | vítěz etapy                                      | v růžovém po etapě                  | typ etapy            |
| 1.  | so 7.5.  | Turín                           | 19,3 km | HTC-Highroad                                     | Marco Pinotti                       | časovka družstev     |
| 2.  | ne 8.5.  | Alba (Itálie) - Parma           | 242 km  | Alessandro Petacchi                              | Mark Cavendish                      | rovinatá etapa       |
| 3.  | po 9.5.  | Reggio nell'Emilia - Rapallo    | 178 km  | Angel Vicioso Arcos                              | David Millar                        | kopcovitá etapa      |
| 4.  | út 10.5. | Quarto dei Mille - Livorno      | 208 km  | etapa neutralizována na počest Woutera Weylandta | David Millar                        | kopcovitá etapa      |
| 5.  | st 11.5. | Piombino - Orvieto              | 201 km  | Pieter Weening                                   | Pieter Weening                      | kopcovitá etapa      |
| 6.  | čt 12.5. | Orvieto - Fiuggi Terme          | 195 km  | Francisco Ventoso                                | Pieter Weening                      | kopcovitá etapa      |
| 7.  | pá 13.5. | Maddaloni - Montevergine        | 100 km  | Bart De Clercq                                   | Pieter Weening                      | horská etapa         |
| 8.  | so 14.5. | Sapri - Tropea                  | 214 km  | Oscar Gatto                                      | Pieter Weening                      | rovinatá etapa       |
| 9.  | ne 15.5. | Messina - Etna                  | 159 km  | Alberto Contador José Rujano                     | Alberto Contador Kanstantin Sivtsov | horská etapa         |
| 10. | út 17.5  | Termoli - Teramo                | 156 km  | Mark Cavendish                                   | Alberto Contador Kanstantin Sivtsov | rovinatá etapa       |
| 11. | st 18.5  | Tortoreto - Castelfidardo       | 160 km  | John Gadret                                      | Alberto Contador Kanstantin Sivtsov | kopcovitá etapa      |
| 12. | čt 19.5. | Castelfidardo - Ravenna         | 171 km  | Mark Cavendish                                   | Alberto Contador Kanstantin Sivtsov | rovinatá etapa       |
| 13. | pá 20.5. | Spilimbergo - Grossglockner     | 159 km  | José Rujano                                      | Alberto Contador Vincenzo Nibali    | horská etapa         |
| 14. | so 21.5. | Lienz - Monte Zoncolan          | 210 km  | Igor Antón                                       | Alberto Contador Vincenzo Nibali    | horská etapa         |
| 15. | ne 22.5. | Conegliano - Gardeccia          | 230 km  | Mikel Nieve                                      | Alberto Contador Michele Scarponi   | horská etapa         |
| 16. | út 24.5. | Belluno                         | 12,7 km | Alberto Contador Vincenzo Nibali                 | Alberto Contador Michele Scarponi   | časovka do vrchu     |
| 17. | st 25.5. | Feltre - Sondrio                | 246 km  | Diego Ulissi                                     | Alberto Contador Michele Scarponi   | horská etapa         |
| 18. | čt 26.5. | Morbegno - San Pellegrino Terme | 147 km  | Eros Capecchi                                    | Alberto Contador Michele Scarponi   | kopcovitá etapa      |
| 19. | pá 27.5. | Bergamo - Macugnaga             | 211 km  | Paolo Tiralongo                                  | Alberto Contador Michele Scarponi   | horská etapa         |
| 20. | so 28.5. | Verbania - Sestriere            | 242 km  | Vasil Kiryienka                                  | Alberto Contador Michele Scarponi   | horská etapa         |
| 21. | ne 29.5. | Milán                           | 26 km   | David Millar                                     | Alberto Contador Michele Scarponi   | individuální časovka |